# اندیس آهن کبالت دار
آهن کبالت‌دار یک اندیس فلزی است که در استان فارس قرار دارد و مادهٔ معدنی موجود در آن، آهن است. سنگ میزبان این اندیس آهک است.